# Asterella abyssinica
Asterella abyssinica là một loài rêu trong họ Aytoniaceae. Loài này được Grolle mô tả khoa học đầu tiên năm 1972.